# Sông Ia Grai
Sông Ia Grai là phụ lưu của Sông Sê San, chảy ở huyện Ia Grai, tỉnh Gia Lai, Việt Nam.

## Dòng chảy
Sông có chiều dài 65 km và diện tích lưu vực là 798 km².
Sông Ia Grai khởi nguồn từ các suối ở phía bắc huyện Ia Grai, tỉnh Gia Lai 14°08′56″B 107°45′30″Đ / 14,148917°B 107,758243°Đ, chảy về hướng nam.
Tại vùng giữa huyện sông hợp lưu với sông Ia Tchom chảy từ phía đông huyện Ia Grai tới. Từ đây sông chảy hướng tây bắc rồi bắc.
Tại rìa xã Ia Khai, huyện Ia Grai, tỉnh Gia Lai thì dòng Ia Grai hợp lưu với dòng Krông B'Lah thành sông Sê San 14°03′58″B 107°38′51″Đ / 14,066009°B 107,647541°Đ.

## Thủy điện
Trong lưu vực sông đã xây dựng nhiều thủy điện nhỏ, kết hợp tạo hồ giữ nước phục vụ kinh tế dân sinh.
- Thủy điện Ia Grai 1 công suất lắp máy 10,8 MW, khởi công tháng 6/2009, hoàn thành tháng 8/2012, xây dựng tại xã Ia Grăng huyện Ia Grai.[4] 13°58′32″B 107°43′36″Đ / 13,97567°B 107,726686°Đ
- Thủy điện Ia Grai 2 công suất lắp máy 7,5 MW, hoàn thành năm 2014, xây dựng tại xã Ia Tô huyện Ia Grai. 13°58′34″B 107°41′28″Đ / 13,97604°B 107,691196°Đ
- Thủy điện Ia Grai 3 công suất lắp máy 7,5 MW, khởi công năm 2004, hoàn thành năm 2007, xây dựng tại xã Ia Kha huyện Ia Grai. 14°01′22″B 107°38′59″Đ / 14,022776°B 107,649712°Đ

Trên một phụ lưu là suối Ia Grăng hiện đã xây dựng hai thủy điện Ia Grăng 1 và 2 tại xã Ia Grăng huyện Ia Grai, nhưng không có thông tin tham số.
- Thủy điện Ia Grăng 1 công suất lắp máy 5,6 MW, khởi công tháng 12/2018, hoàn thành tháng 8/2021, xây dựng tại xã Ia Grăng huyện Ia Grai. 13°58′35″B 107°47′31″Đ / 13,97642°B 107,791908°Đ.
- Thủy điện Ia Grăng 2 13°57′56″B 107°45′59″Đ / 13,965609°B 107,766286°Đ.